# Elettrotecnica

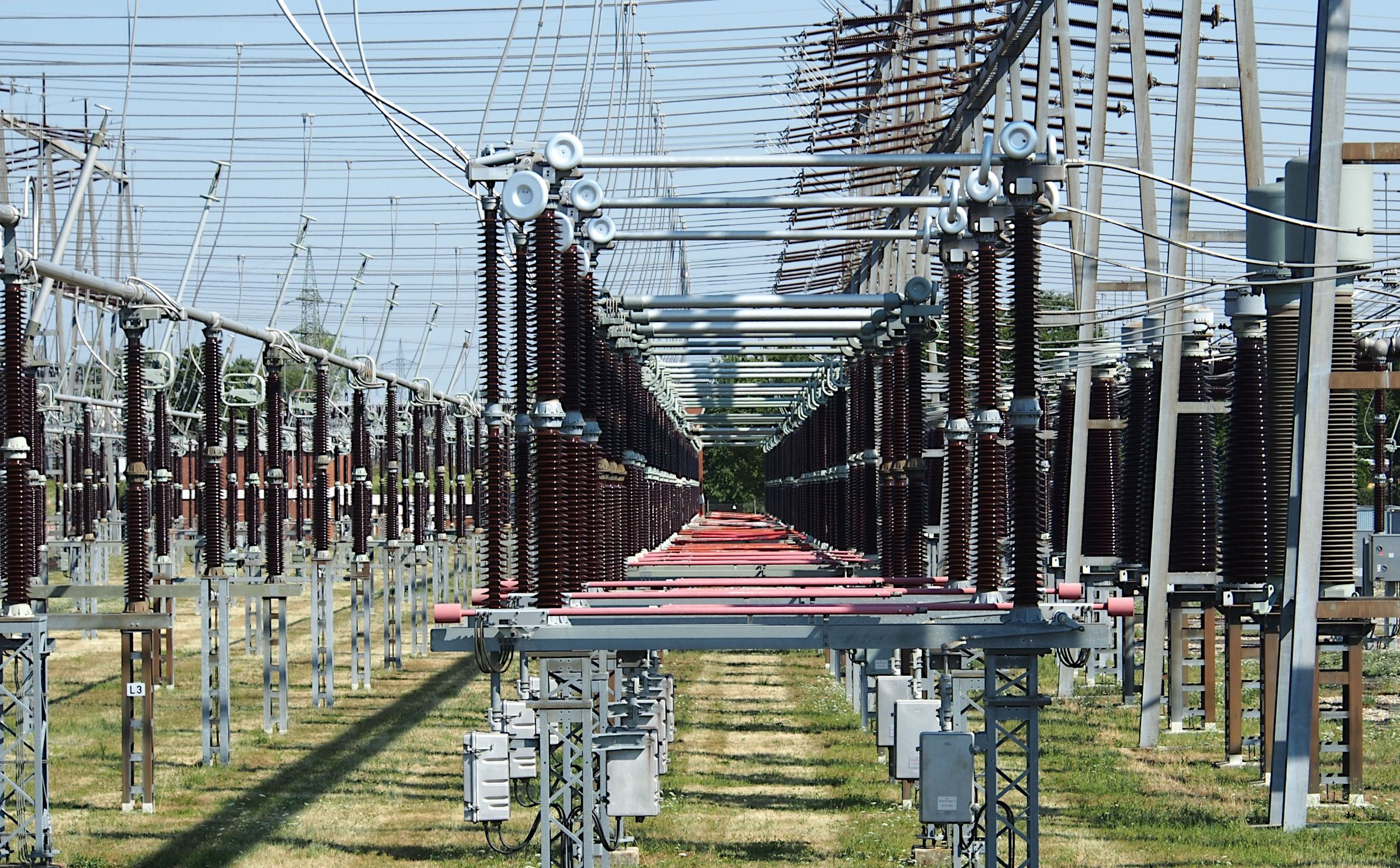
Sezionatori di una stazione di trasformazione in alta tensione.

L'elettrotecnica è una disciplina tecnica applicata all'utilizzo dell'elettricità. Più specificamente l'elettrotecnica concerne la produzione, la trasmissione e distribuzione di energia elettrica, "le correnti forti e di bassa frequenza" distinguendosi dall'elettronica che è invece "la tecnica delle correnti deboli e di alta frequenza" spesso legate al trasporto di informazioni tramite segnali elettrici piuttosto che alla trasmissione di energia. In quanto oggetto di insegnamento e studio, rientra tra le discipline tecnico-ingegneristiche.
Nata alla fine del XVIII secolo con la teoria dei circuiti, spesso convenzionalmente viene considerato come anno di nascita dell'elettrotecnica il 1800, anno in cui Alessandro Volta comunica al presidente della Royal Society Joseph Banks la realizzazione della prima pila elettrica: la pila di Volta. Essa rappresenta infatti la prima sorgente di energia elettrica della storia in grado di fornire quantità apprezzabili di energia elettrica per applicazioni utili. Per la prima applicazione utile della pila elettrica bisogna però attendere il 1837, anno in cui Charles Wheatstone realizza il primo telegrafo elettrico.

## Storia

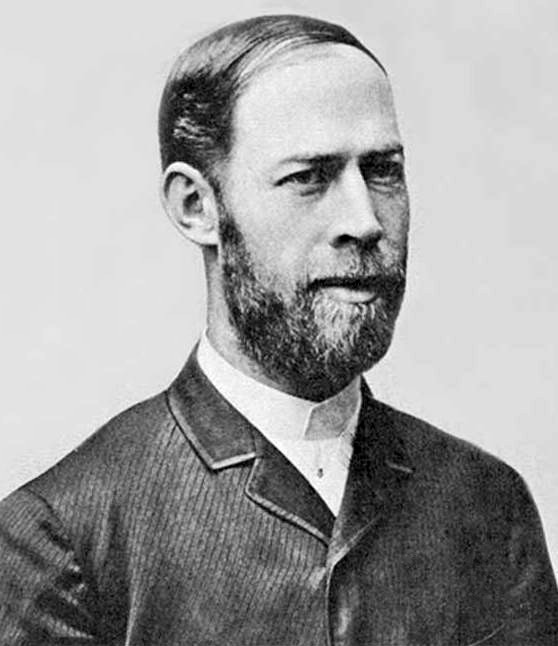
Heinrich Rudolf Hertz

Fino al XIX secolo si pensava che l'elettricità fosse un fluido che poteva essere positivo o negativo: in seguito, grazie alle fondamentali scoperte di Hertz, Helmholtz, Maxwell, Heaviside, Alessandro Volta e molti altri, si giunse a una comprensione più completa del fenomeno, riassunta nelle equazioni di Maxwell che prevedono in modo completo e accurato il comportamento delle cariche elettriche (elettroni e protoni che differiscono per il segno della loro carica elettrica) e del campo elettromagnetico che esse generano.
In breve iniziarono a comparire una serie di applicazioni commerciali dell'elettricità: i motori elettrici, il telegrafo, il telefono, la radio, la lampadina elettrica, eccetera. Si creò così all'inizio del XX secolo una nuova scienza applicata che si occupava di progettare questo tipo di apparati, appunto l'elettrotecnica.

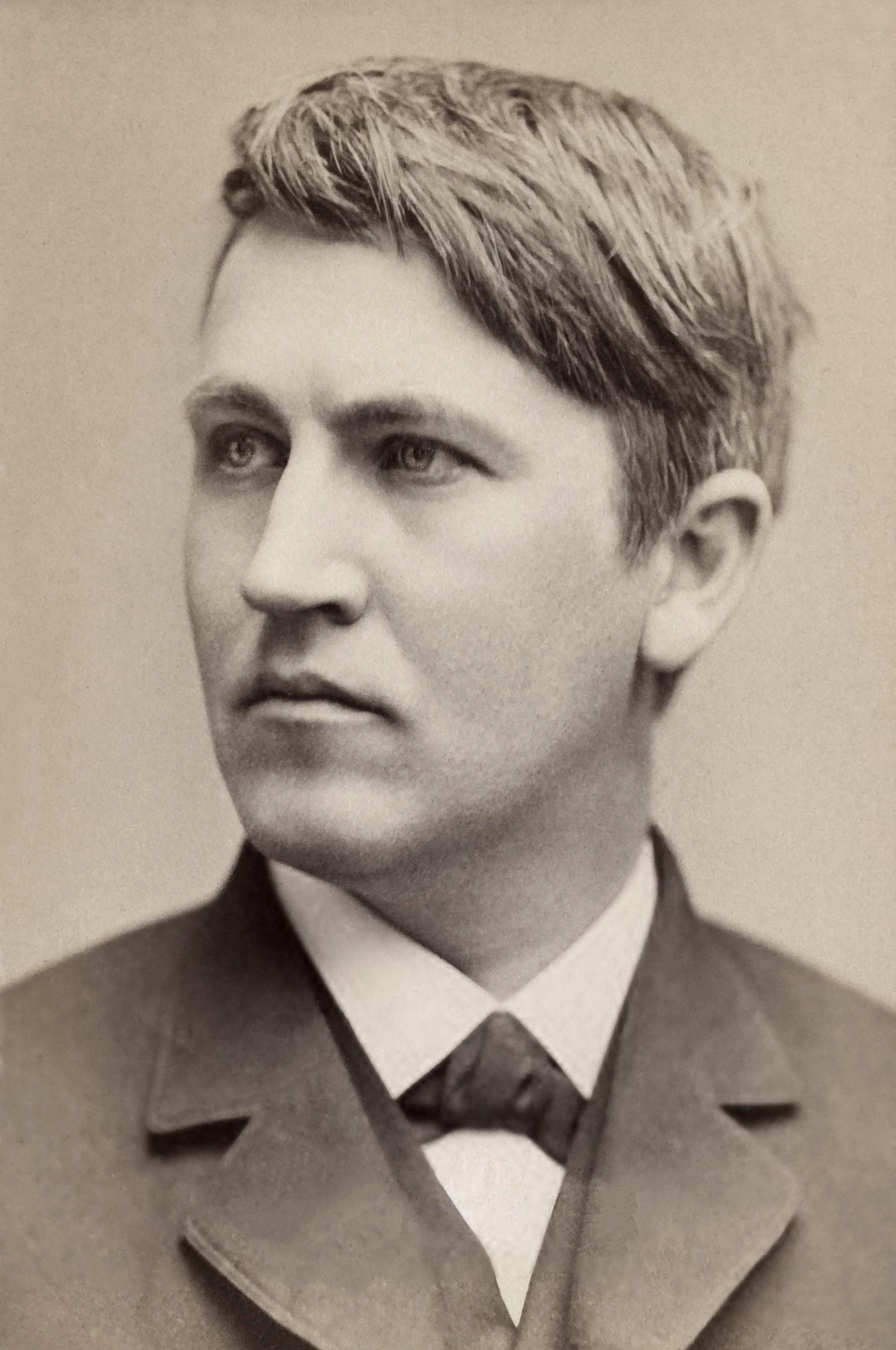
Thomas Alva Edison

Tra i molti scienziati, ingegneri e inventori che hanno contribuito all'evoluzione dell'elettrotecnica, possiamo ricordare:
Galileo Ferraris, Antonio Pacinotti, Werner von Siemens, Nikola Tesla, Thomas Alva Edison, George Westinghouse.
Attualmente l'elettrotecnica si occupa soprattutto della produzione, della trasmissione e dell'utilizzo dell'energia elettrica, cioè di progettare macchine elettriche (motori, generatori, trasformatori), linee di trasmissione e distribuzione, apparecchi utilizzatori dell'energia elettrica.
La teoria dei circuiti si occupa dei problemi classici dell'elettrotecnica da un punto di vista strettamente assiomatico; l'elettronica (che tradizionalmente si occupa di segnali a bassa potenza) si sta sovrapponendo ad alcuni ambiti che prima erano esclusivi dell'elettrotecnica, per esempio il controllo dei motori elettrici con dispositivi a semiconduttore.

## Principi teorici

Schema della legge di Ohm

I principi e leggi alla base dell'elettrotecnica sono:
- La legge di Ohm definisce la resistenza elettrica;
- Le equazioni di Maxwell sono le leggi fondamentali dell'elettromagnetismo, da cui derivano le altre;
- L'effetto Joule descrive la trasformazione di energia elettrica in calore per effetto della resistenza;
- Le leggi di Kirchhoff (che, per i circuiti a parametri concentrati, equivalgono alle leggi di Maxwell) determinano le relazioni topologiche tra le correnti e tra le tensioni in un circuito.

## Grandezze elettriche
Le principali grandezze fisiche utilizzate in elettrotecnica sono:
- Tensione elettrica misurata in volt [V];
- Corrente elettrica misurata in ampere [A];
- Potenza, che si divide in attiva, reattiva e apparente, misurate rispettivamente in watt [W], voltampere reattivo [VAR] e voltampere [VA];
- Resistenza elettrica misurata in ohm [Ω];
- Conduttanza elettrica misurata in siemens [S] o [Ω{\displaystyle ^{-1}}];
- Frequenza misurata in hertz [Hz], che in elettrotecnica è quasi sempre la frequenza di rete di 50 o 60 hertz;
- Induttanza misurata in henry [H];
- Capacità elettrica misurata in farad [F];
- Induzione magnetica misurata in tesla [T];
- Flusso magnetico misurato in weber [Wb];
- Lavoro elettrico ed energia elettrica misurati in joule [J] o wattora [Wh];
- Carica elettrica misurata in coulomb [C].

## Produzione, trasmissione e distribuzione di energia elettrica

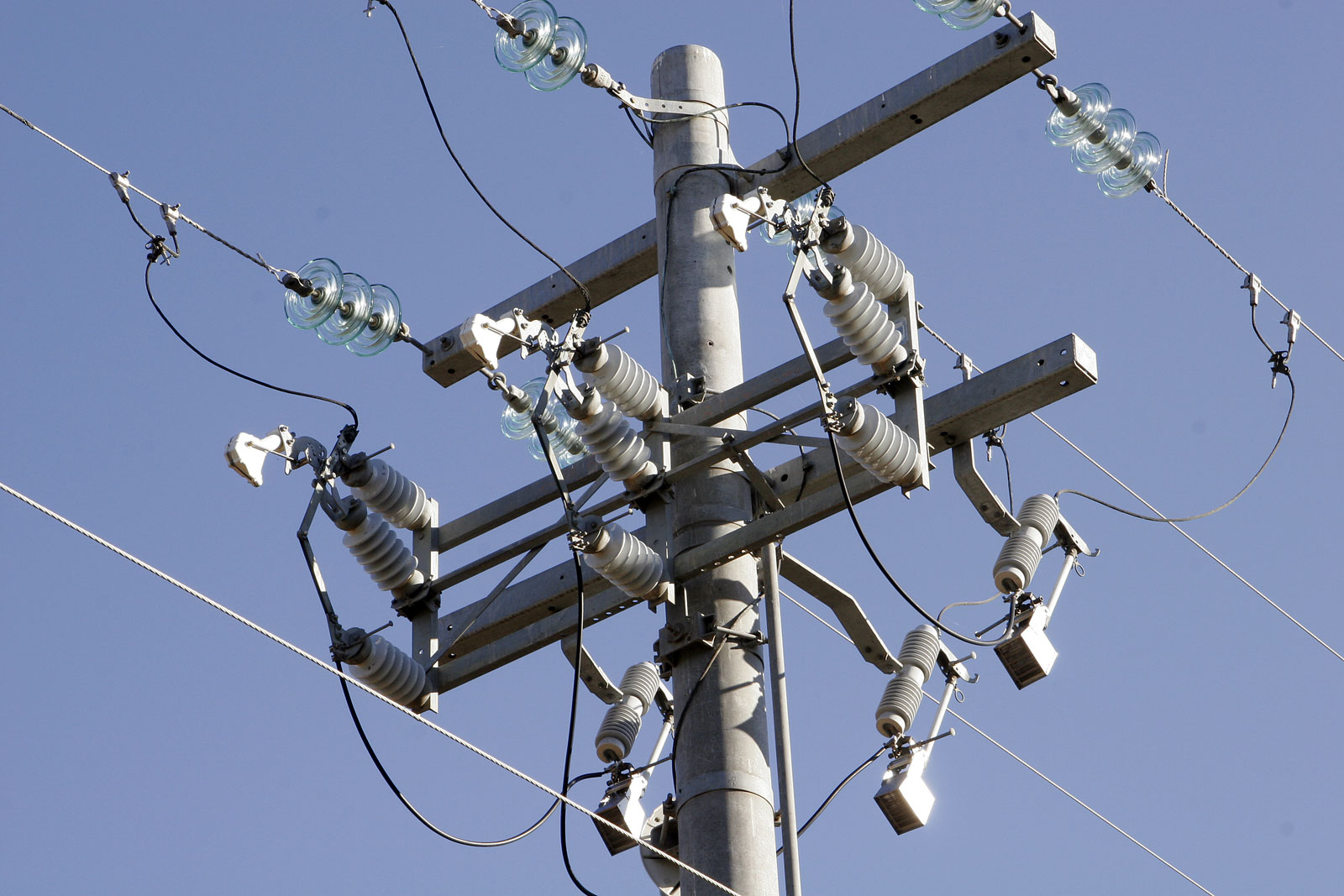
Linea di distribuzione di energia elettrica in media tensione

Un settore importante dell'elettrotecnica riguarda la produzione, la trasmissione e la distribuzione dell'energia elettrica fino al luogo di utilizzo. L'energia elettrica è prodotta per mezzo di generatori nelle centrali elettriche, che solitamente e per varie ragioni si trovano distanti dai luoghi di consumo. Le linee di trasmissione sono un eterogeneo insieme di sistemi che trasferiscono l'energia dai luoghi di produzione alle stazioni di trasformazione e infine agli impianti utilizzatori. Essenzialmente si differenziano in base al livello di tensione in linee di alta, media e bassa tensione.
Le linee ad alta tensione sono quelle chiamate di trasmissione dell'energia elettrica o elettrodotti, che permettono di trasferire potenze di milioni di watt con tensioni fino a 400 kV, fra le centrali di produzione e le stazioni di trasformazione. In queste viene effettuata la trasformazione da alta a media tensione, per mezzo di macchine elettriche chiamate trasformatori, per trasferire l'energia elettrica sulla rete di distribuzione a media tensione con livelli di tensione di 10-15 kV.
La rete di distribuzione a media tensione collega le cabine di distribuzione, dove viene effettuata un'ulteriore trasformazione da media a bassa tensione per poter infine essere consegnata all'utente finale a 400 V nel sistema trifase,oppure con una sola fase da questo derivata (monofase), a 230 V.

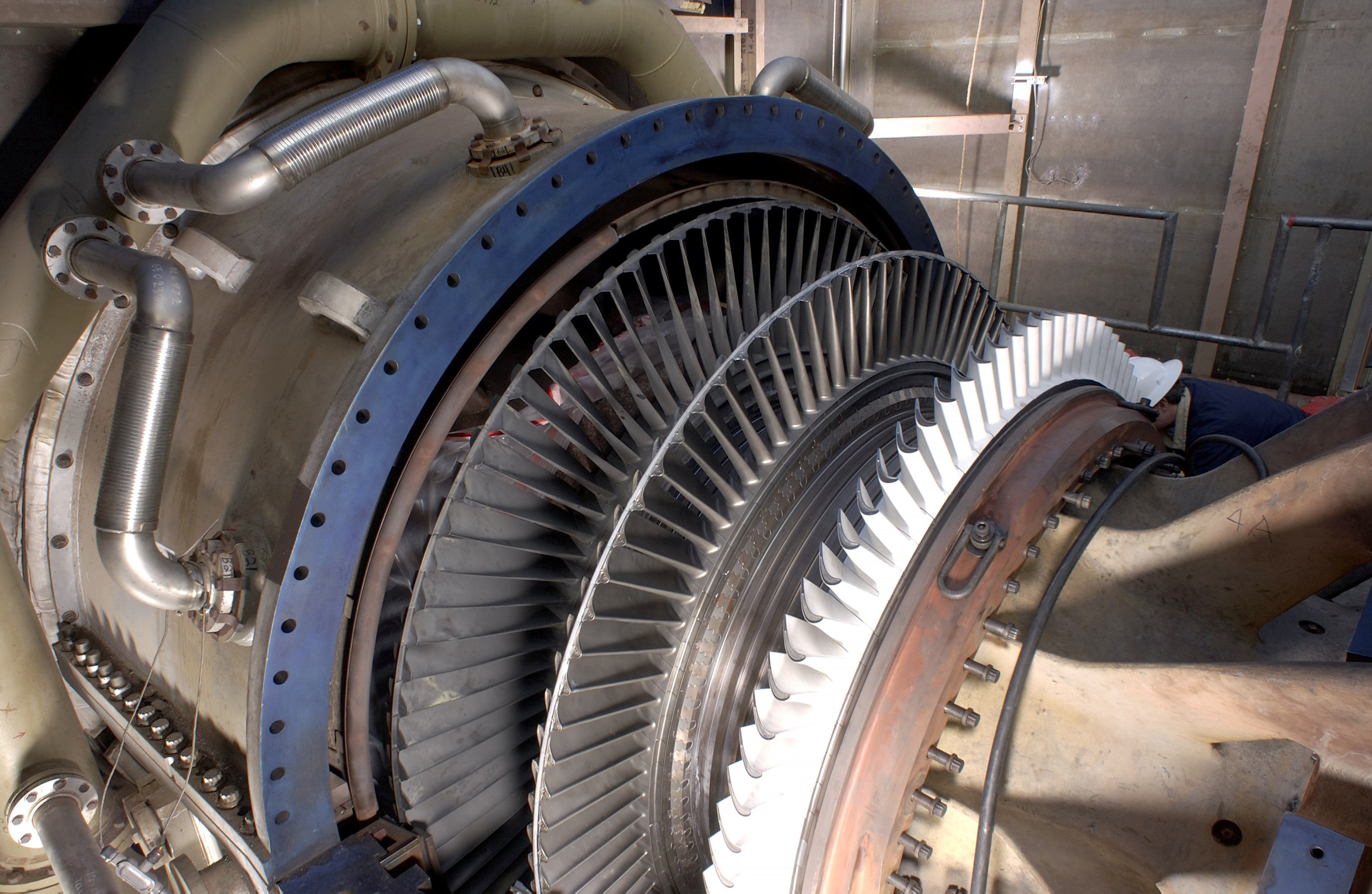
La girante di una turbina a gas per la produzione di energia elettrica

Le linee possono essere sezionate dagli interruttori oppure dai sezionatori, per consentire interventi di manutenzione, per emergenze o per altri scopi legati al funzionamento. Per salvaguardare l'integrità degli impianti e delle macchine, la rete di distribuzione comprende a più livelli sistemi di protezione da sovracorrente (sovraccarico) e cortocircuito. Questi sistemi sono principalmente il fusibile, l'interruttore magnetotermico. Esiste poi un'altra protezione chiamata "salvavita" che ha il compito di aprire il circuito in caso di guasti verso terra, tale dispositivo si chiama interruttore differenziale.

### Impianti elettrici
La distribuzione finale dell'energia elettrica agli utenti nelle loro abitazioni o in edifici pubblici per alimentare i vari carichi avviene attraverso i comuni impianti elettrici opportunamente realizzati e dimensionati in funzione della caratteristiche di fornitura elettriche richieste e con le relative protezioni di sicurezza di cui sopra.

## Macchine elettriche

### Motori

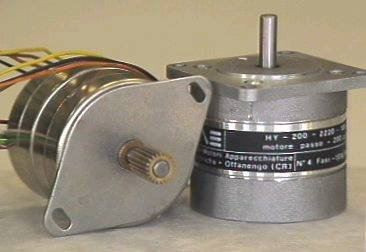
Motori passo-passo

I motori sono macchine che trasformano energia elettrica in energia meccanica in genere sotto forma di rotazione di un albero.
I motori si dividono in:
- Motore in corrente continua,
- Motore in corrente alternata, che a sua volta può essere ad alimentazione trifase o monofase e si ha:
  - Motore sincrono se la frequenza di rotazione è sincronizzata con la frequenza di rete,
  - Motore asincrono se la velocità di rotazione non è rigidamente legata alla velocità di rotazione del campo rotante,
  - Motore monofase se alimentato da un sistema monofase,
  - Motore trifase se alimentato da un sistema trifase.
- Motore passo-passo, che deve essere alimentato con segnali complessi prodotti da un circuito elettronico.

### Generatori

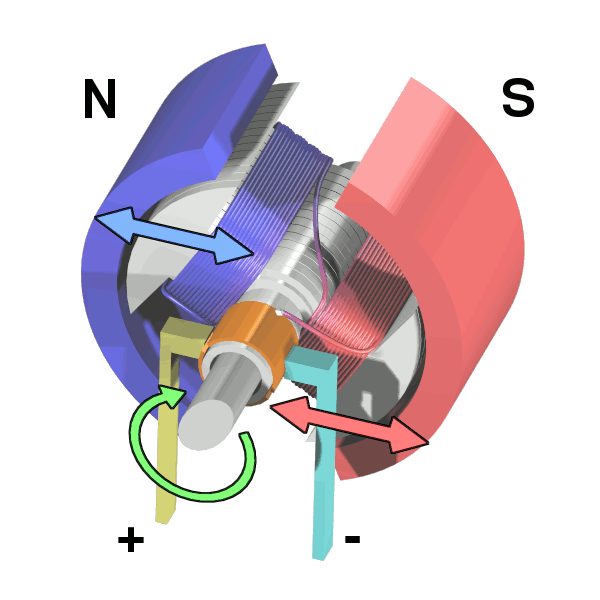
Motore elettrico in corrente continua

I generatori sono macchine in grado di convertire energia meccanica in energia elettrica. I più importanti sono:
- Alternatore, che genera una corrente alternata
- Dinamo, che produce una corrente continua (più precisamente unidirezionale pulsante)

### Trasformatori

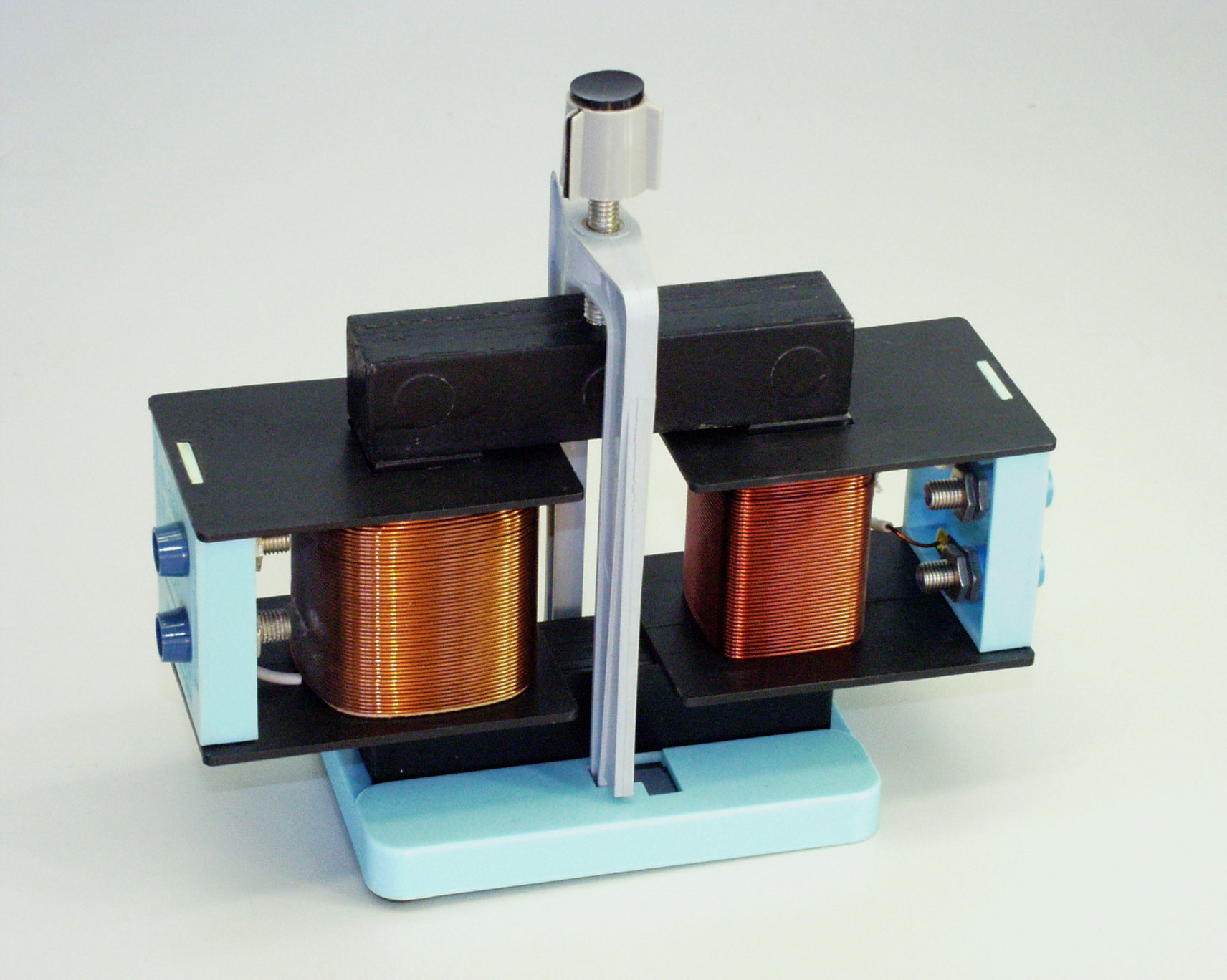
Un trasformatore

Il trasformatore è una macchina elettrica statica in grado di modificare i parametri di tensione e corrente di un circuito a corrente alternata. È costituita in genere da almeno due solenoidi accoppiati magneticamente.
Le macchine in grado di aumentare o ridurre la tensione usando un solo solenoide sono gli autotrasformatori.

### Convertitori
Sono dispositivi che convertono la frequenza di due reti oltre che eventualmente anche la tensione.
Il convertitore rotante è una macchina rotativa ormai obsoleta in grado di operare trasformazioni di tensione e frequenza nonché convertire corrente continua in alternata e viceversa. È stata sostituita per quasi tutti gli scopi dagli inverter elettronici a stato solido.